# Prowincja Izu
Prowincja Izu (jap. 伊豆国 Izu-no-kuni) – historyczna prowincja w Japonii, położona na półwyspie Izu, obecnie stanowi część prefektury Shizuoka. Do prowincji należały również wyspy Izu, które obecnie należą administracyjnie do Tokio.
Prowincja Izu graniczyła z prowincjami: Suruga i Sagami. Przed rokiem 680 Izu należała do prowincji Suruga, a następnie do okresu Edo była odrębną prowincją złożoną z trzech dystryktów: Tagata, Kamo i Naka. W okresie Edo czwartym dystryktem został Kimisawa.
Pierwszym (Ichinomiya) chramem w prowincji Izu był chram Mishima. Drugim Ninomiya Hachimangu i trzecim Asama.
Prowincja Izu była głównym miejscem akcji powieści Jamesa Clavella pt. Shōgun: A Novel of Japan z 1975 roku i opartego na niej serialu TV z 1980 roku pt.: „Szogun”, (tyt. ang. „Shōgun”).